# Caluromys
Caluromys és un gènere de didèlfids de la subfamília dels caluromins. Es divideix en dos subgèneres, tres espècies i setze subespècies:

## Espècies i subespècies
- Subgènere Mallodelphys
  - Opòssum llanós de Derby, Caluromys derbianus
    - Caluromys derbianus aztecus
    - Caluromys derbianus centralis
    - Caluromys derbianus derbianus
    - Caluromys derbianus fervidus
    - Caluromys derbianus nauticus
    - Caluromys derbianus pallidus

  - Opòssum llanós comú, Caluromys lanatus
    - Caluromys lanatus cicur
    - Caluromys lanatus lanatus
    - Caluromys lanatus nattereri
    - Caluromys lanatus ochropus
    - Caluromys lanatus orntus
    - Caluromys lanatus vitalinus
- Subgènere Caluromys
  - Opòssum llanós groc, Caluromys philander
    - Caluromys philander affinis
    - Caluromys philander dichurus
    - Caluromys philander philander
    - Caluromys philander trinitatis